# Мухаммед-хан (Ільхан)
Мухаммед-хан (*д/н —1338) — хан держави Ільханів у 1337—1338 роках.

## Життєпис
Походив з династії Хулагуїдів. Був нащадком Менгу-Темура, сина Хулагу. Про молоді роки нічого невідомо. З початком боротьбу між Джалаїрідами та Чобанідами очільник перших — Хасан Бузург (емір Багдаду) — висунув свого кандидата, яким став Мухаммед-хан. Війська Джалаїрідів завдали поразки хану Султан-Мусі у липні 1337 році у битві Кара-Даррі, в результаті чого Мухаммеда поставлено новим володарем держави Ільханів. Втім фактична влада перебувала у Хасан Бузурга.
У 1338 році проти Мухаммед-хана і Хасан Бузурга повстав Хасан Кучек Чобанід. Війська перших рушили зі столиці — Тебриза — й зустріли ворога біля Алатака, де 16 липня відбулася вирішальна битва. В ній Мухаммед-хан зазнав поразки, намагався втекти, проте його схоплено і страчено. Новим ханом Чобаніди поставили Саті-бега, а Джалаїриди — Джахан Темура. В результаті держава Ільханів остаточно розпалося, а в східних областях постала Керитів.